# Алекс Крал
Алекс Крал (чеш. Alex Král; 19. мај 1998) чешки је професионални фудбалер који тренутно наступа на позицији дефанзивног везног за Спартак Москву и репрезентацију Чешке.
Каријеру је почео 2017. у Теплицама, гдје је провео двије године. У јануару 2019. прешао је у Славију Праг, гдје је провео само други дио сезоне 2019/20. након чега је прешао у Спартак Москву.
Прошао је све млађе селекције у репрезентацији, а за сениорску репрезентацију Чешке дебитовао је 2019. након чега је играо на Европском првенству 2020.

## Клупска каријера

### Славија Праг
У јануару 2019, потписао је четворогодишњи уговор са Славијом Праг, након двије године које је провео у Теплицама.

### Спартак Москва
На дан 1. септембра 2019. прешао је у Спартак Москву, са којом је потписао петогодишњи уговор.

## Репрезентативна каријера
Прошао је све млађе селекције репрезентације, а за сениорску репрезентацију Чешке дебитовао је 26. марта 2019. у пријатељској утакмици против Бразила, ушавши у игру у 69. минуту, умјесто Давида Павелке. Први гол постигао је 14. октобра 2019. у пријатељској утакмици против Сјеверне Ирске.
На дан 27. маја 2021. нашао се у тиму за Европско првенство 2020, које је због пандемије ковида 19 помјерено за 2021. На првенству, био је стандардан, а Чешка је у првом колу групе Д побиједила Шкотску 2:0, са два гола Патрика Шика, док је у другом колу ремизирала 1:1 против Хрватске. У трећем колу, изгубила је 1:0 од Енглеске и прошла је даље са трећег мјеста. У осмини финала, ушао је у игру у 85. минуту умјесто Томаша Холеша, а Чешка је побиједила Холандију 2:0. У четвртфиналу није играо, а Чешка је изгубила 2:1 од Данске.

## Статистика каријере

### Клубови
Ажурирано након утакмице игране 26. августа 2020.
| Клуб              | Сезона            | Лига                 | Лига  | Лига | Куп   | Куп  | Континентално | Континентално | Остало | Остало | Укупно | Укупно |
| Клуб              | Сезона            | Лига                 | Утак. | Гол. | Утак. | Гол. | Утак.         | Гол.          | Утак.  | Гол.   | Утак.  | Гол.   |
| ----------------- | ----------------- | -------------------- | ----- | ---- | ----- | ---- | ------------- | ------------- | ------ | ------ | ------ | ------ |
| Теплице           | 2016/17.          | Прва лига Чешке      | 3     | 0    | 0     | 0    | —             | —             | —      | —      | 3      | 0      |
| Теплице           | 2017/18.          | Прва лига Чешке      | 23    | 1    | 3     | 1    | —             | —             | —      | —      | 26     | 2      |
| Теплице           | 2018/19.          | Прва лига Чешке      | 17    | 0    | 2     | 0    | —             | —             | —      | —      | 19     | 0      |
| Теплице           | Укупно            | Укупно               | 43    | 1    | 5     | 1    | —             | —             | —      | —      | 48     | 2      |
| Славија Праг      | 2018/19.          | Прва лига Чешке      | 12    | 0    | 3     | 0    | 6             | 1             | —      | —      | 21     | 1      |
| Славија Праг      | 2019/20.          | Прва лига Чешке      | 6     | 0    | —     | —    | 2             | 0             | —      | —      | 8      | 0      |
| Славија Праг      | Укупно            | Укупно               | 18    | 0    | 3     | 0    | 8             | 1             | —      | —      | 29     | 1      |
| Спартак Москва    | 2019/20.          | Премијер лига Русије | 19    | 0    | 4     | 0    | —             | —             | —      | —      | 0      | 0      |
| Укупно у каријери | Укупно у каријери | Укупно у каријери    | 80    | 1    | 12    | 1    | 8             | 1             | 0      | 0      | 100    | 3      |

### Репрезентација
Ажурирано након утакмице игране 3. јула 2021.
| Репрезентација | Година | Наступи | Голови |
| -------------- | ------ | ------- | ------ |
| Чешка          |        |         |        |
| 2019.          | 9      | 2       |        |
| 2020.          | 7      | 0       |        |
| 2021.          | 6      | 0       |        |
| Укупно         | Укупно | 22      | 2      |

### Голови за репрезентацију
Ажурирано након утакмице игране 14. новембра 2019.
| ‡ | Гол из пенала |

| Број | Датум              | Локација                             | Противник      | Гол за | Коначан резултат | Такмичење                       |
| ---- | ------------------ | ------------------------------------ | -------------- | ------ | ---------------- | ------------------------------- |
| 1.   | 14. октобар 2019.  | Стадион Летна, Праг, Чешка Република | Сјеверна Ирска | 2:3    | 2:3              | Пријатељска утакмица            |
| 2.   | 14. новембар 2019. | Досан арена, Плзењ, Чешка Република  | Косово         | 1:1    | 2:1              | Квалификације за Европско 2020. |

## Успјеси
Индивидуално
- Идеални тим турнира на Европском првенству до 19 година: 2017[19]